# Nhà nguyện

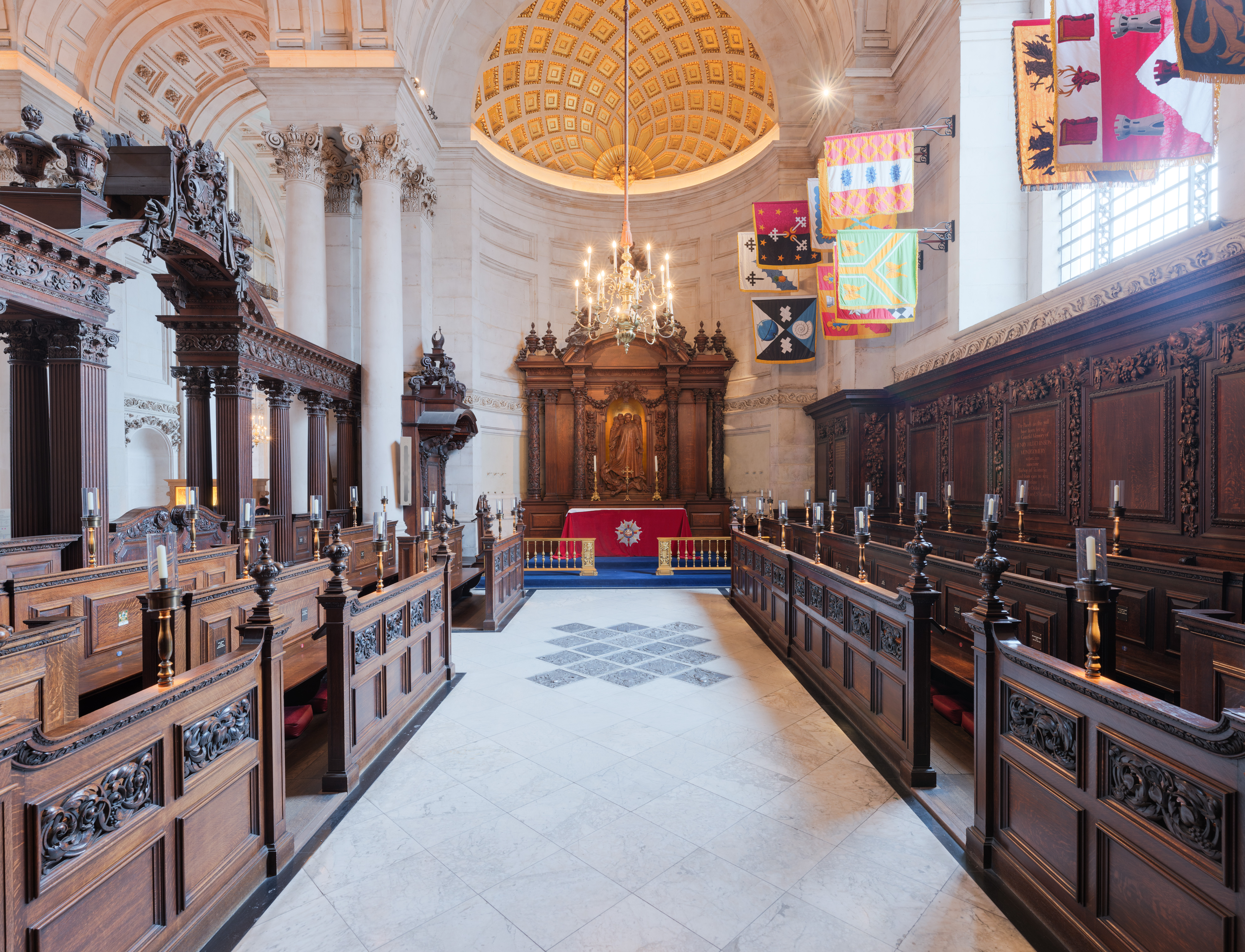
Nhà nguyện Thánh Michael & Thánh George, Nhà thờ chính tòa Thánh Paul, Anh.

Nhà nguyện (còn gọi là nguyện đường, nguyện thất) là một địa điểm tôn giáo để tập hợp, cầu nguyện và thờ phượng, gắn với một cơ sở, tổ chức (thường là phi tôn giáo) hoặc được coi là phần mở rộng của một cơ sở tôn giáo chính. Nhà nguyện có thể là một phần của một phức hợp hay công trình lớn hơn như trường đại học, bệnh viện, cung điện, nhà tù, nhà tang lễ, nhà thờ Kitô giáo, hội đường Do Thái giáo, thánh đường Hồi giáo, và tàu thủy v.v, đôi khi nhà nguyện là cả một công trình đứng biệt lập và có bãi đất riêng. Nhiều căn cứ quân sự có nhà nguyện cho các quân nhân, thường dưới sự coi sóc của một tuyên úy quân đội.
Những nơi thờ phượng đầu tiên của Kitô giáo không phải là ngôi nhà riêng biệt mà là một căn phòng dành riêng trong một tòa nhà, do vậy một cách chặt chẽ hơn thì đó được gọi là cung nguyện. Hầu hết các nhà thờ lớn đều có thêm bàn thờ phụ mà nếu chiếm một khoảng không riêng thì cũng được gọi là cung nguyện.